# Barge
Barge es una localidad y comune italiana de la provincia de Cuneo, región de Piamonte, con 7.980 habitantes. De estos, el 17% son extranjeros, y en particular de origen chino, el 12%. La afluencia de inmigrantes es una de las causas de la reversión de la tendencia de decrecimiento de la población. Una de las actividades a que se dedican los inmigrantes chinos es al trabajo en las canteras de cuarcita.

## Evolución demográfica
| Gráfica de evolución demográfica de Barge entre 1861 y 2011 |
|                                                             |
| Fuente ISTAT - elaboración gráfica de Wikipedia             |

## Imágenes

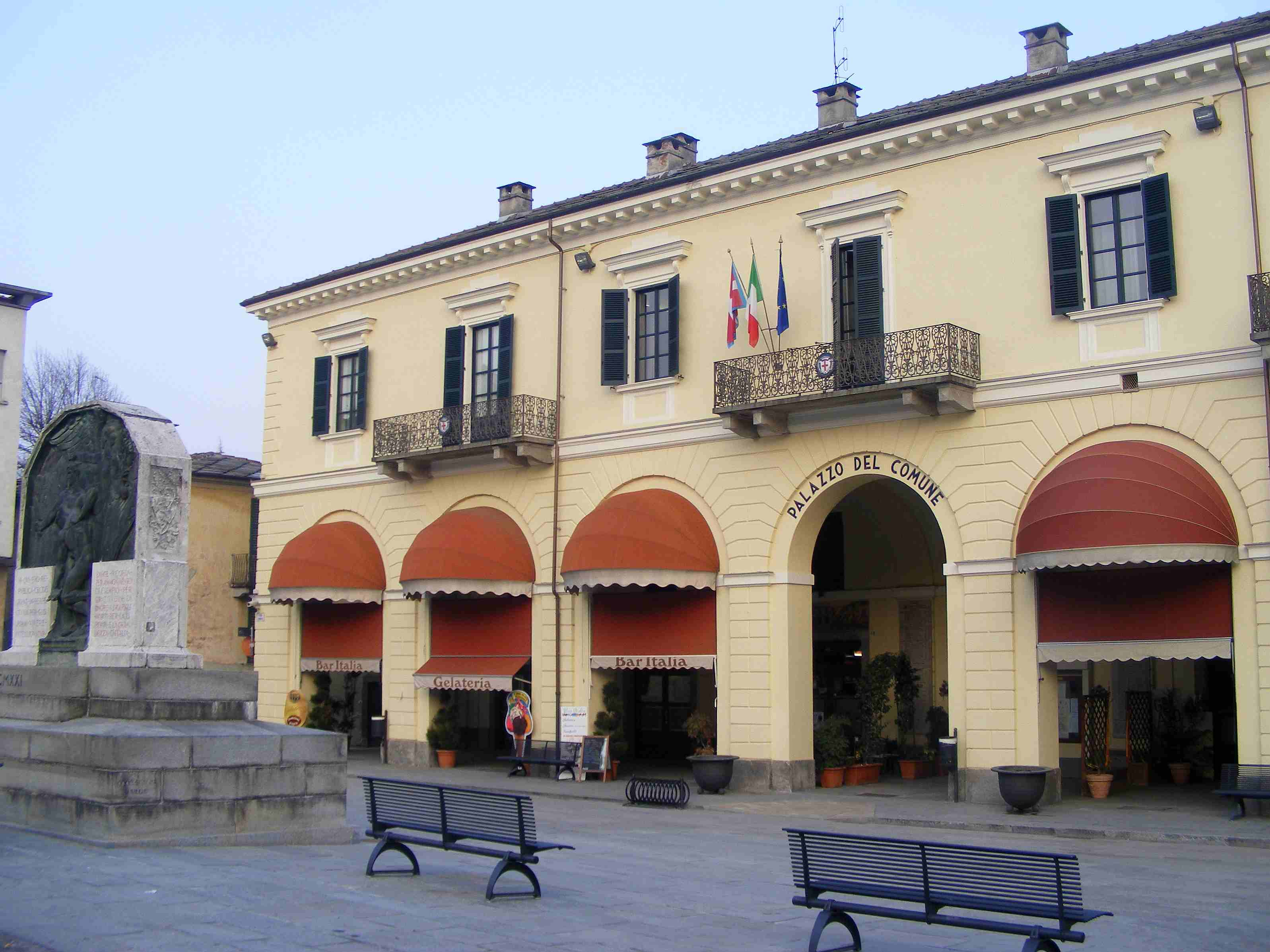
Palacio municipal.
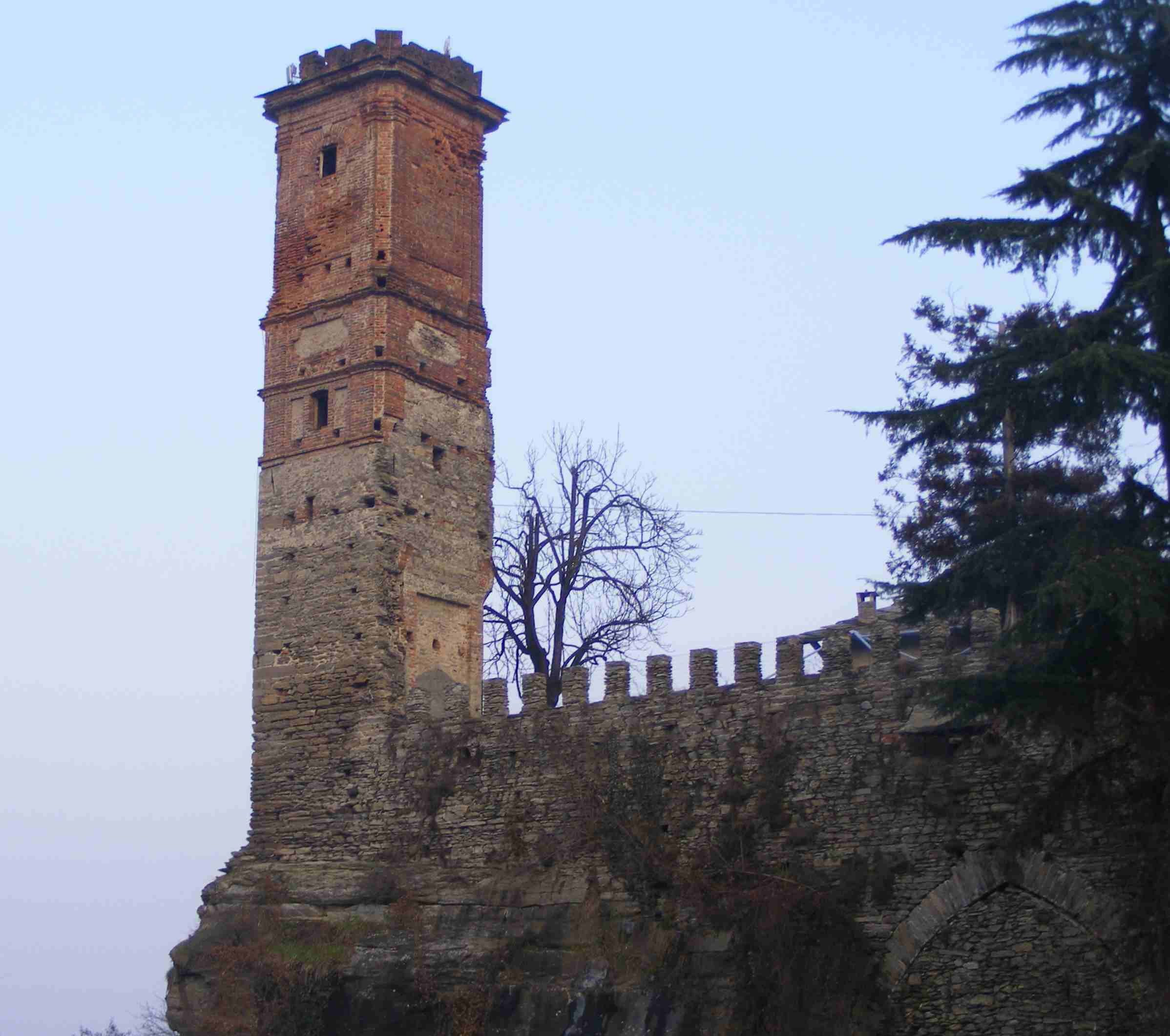
Castillo de Barge.
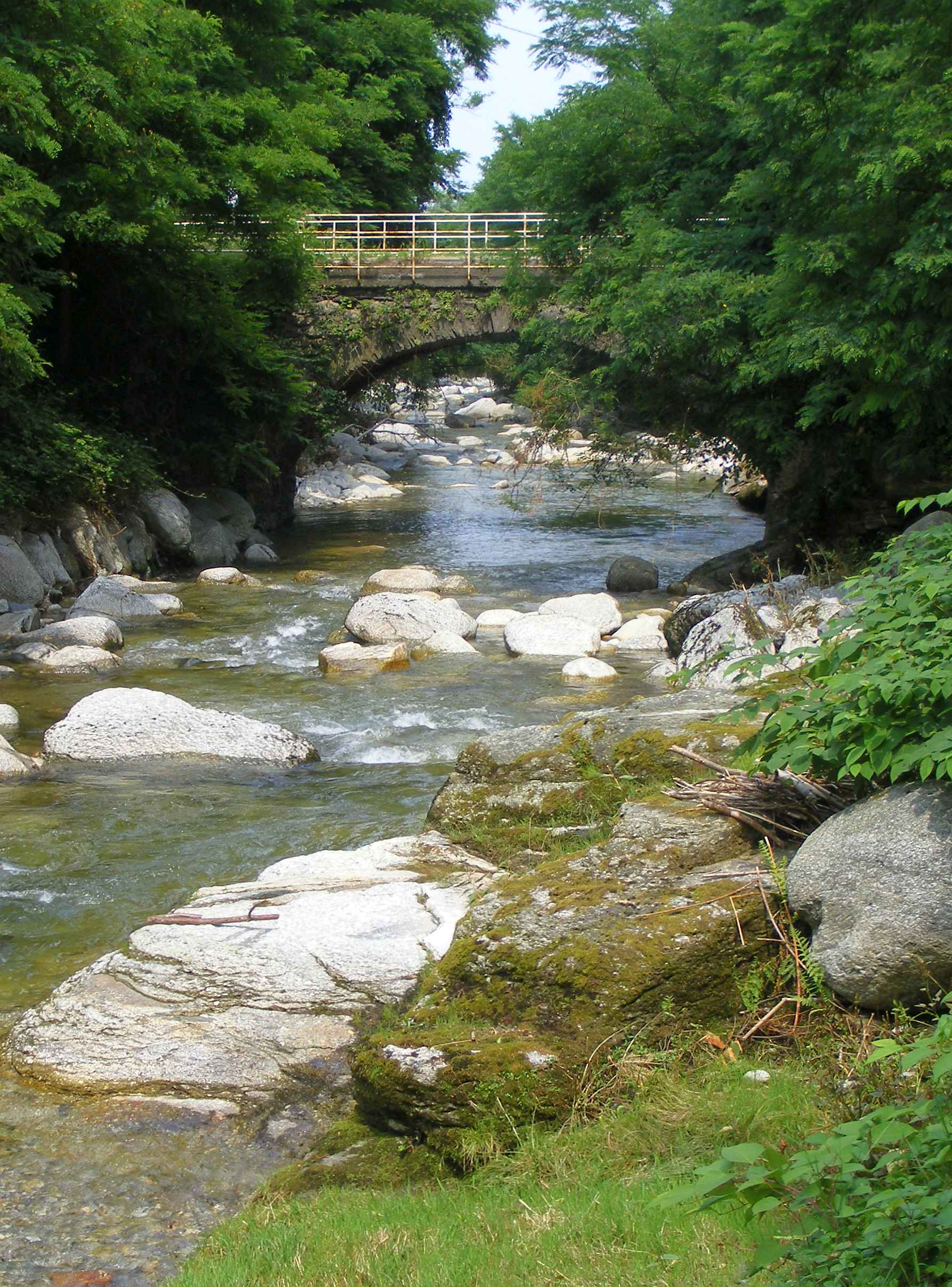
Puente sobre el arroyo Ghiandone, en Barge.

## Ciudades hermanadas
- Freyre (Argentina).
- Annonay (Francia).